# Creu de Sant Isidre (Pla de Santa Maria)
La Creu de Sant Isidre és una creu de terme del Pla de Santa Maria (Alt Camp) situada a la plaça Jacint Verdaguer. Senyalitzava l'encreuament de camins. Al segle XVIII s'hi fa arribar l’aigua: font, abeurador i rentadors. La creu actual és una reproducció moderna.